# Эдвард Ка-Спел
Эдвард Ка-Спел (Эдвард Франсис Шарп) – вокалист, автор-исполнитель и музыкант, иммигрировавший из Англии в Голландию в первой половине 80-х. В 2012 году вернулся обратно на родину.

## Биография
Ка-Спел является фронтменом, автором песен и сооснователем группы The Legendary Pink Dots, в которой он первоначально был известен как D’Archangel, Prophet Q’Sepel и под другими псевдонимами. Выпустил большое количество сольных альбомов (часто совместно с другими участниками The Legendary Pink Dots, а также в сотрудничестве со Стивеном Стэплтоном из Nurse With Wound), работал во многих сторонних проектах, среди которых The Tear Garden (с Кевином Ки из Skinny Puppy) и Mimir.
Жанровый диапазон сольных работ Ка-Спела простирается от абстрактной электроники и нойза до более традиционных поп-песен, включая разнообразные элементы психоделии, пост-индастриала, авангардной музыки, экспериментальной электроники, арт-попа, классической музыки, фолка, звуковых коллажей и конкретной музыки. Его лирика зачастую имеет яркий мистический характер и соединяет актуальные темы с его собственной мифологией. Авторский стиль Ка-Спела не раз сравнивался (обычно позитивно) со стилем Сида Барретта и ранних Pink Floyd, хотя сам Эдвард описывает эти сравнения как являющиеся скорее совпадением, нежели следствием прямого влияния. Среди групп и музыкантов, оказавших на него существенное влияние, Ка-Спел упоминает Яниса Ксенакиса, The Beatles, Nurse With Wound, Дэвида Боуи, Brainticket, Can, The Residents, Magma и Throbbing Gristle.
Эдвард Ка-Спел обычно появляется на сцене босиком, с длинным шарфом на шее и в темно-розовых или черных очках. Раньше он рисовал черные линии на своем лице и руках, которые Фил Найт – соратник Ка-Спела по The Legendary Pink Dots – обычно называл "его трещинами", по-видимому, имея в виду трещины на фарфоровой кукле – образе, часто встречающемся в ранних альбомах Эдварда.

## Дискография

### Альбомы
- (1984) Laugh, China Doll
- (1985) Eyes!, China Doll
- (1986) Chyekk, China Doll
- (1987) AaΔzhyd, China Doll
- (1988) Khataclimici, China Doll
- (1991) Tanith & The Lion Tree
- (1995) The Scriptures of Illumina
- (1995) The Textures of Illumina
- (1995) DNA LE DRAW D-KEE (with Elke Skelter as DNA LE DRAW D-KEE)
- (1998) The Blue Room
- (2000) Red Letters
- (2001) Absence of Evidence
- (2001) Caste O' Graye Skreeens
- (2002) O’er a Shalabast’r Tyde Strolt Ay
- (2004) Pieces of ∞
- (2005) O Darkness! O Darkness!
- (2005) A Long Red Ladder to the Moon
- (2005) Fragments Of Illumina
- (2007) Dream Logik Pt 1
- (2008) Dream Logik Pt 2
- (2008) The Painted River of Regrets
- (2009) The Whispering Wail (with The Silverman)
- (2009) Dream Loops
- (2009) Transmit Acoustique Abstraction Two (with Armchair Migraine Journey)
- (2009) Trapped in Amber
- (2010) Devascapes
- (2010) Red Sky at Night (with Alena Boikova)
- (2010) The Thirty Year Itch (with The Silverman)
- (2010) The Minus Touch
- (2011) A Pleasure Cruise Through 9 Dimensions
- (2012) This Saturated Land
- (2012) Ghost Logik
- (2013) Fire Island
- (2013) One Last Pose Before the Ruin
- (2013) 800 Saints in a Day (with the Twilight Circus)
- (2014) Are You Receiving Us, Planet Earth?! (with Philippe Petit)
- (2014) Ghost Logik 2
- (2015) The Victoria Dimension
- (2015) cybersKapes
- (2015) Saucers Over Lincoln (as A Star Too Far, with Randall Frazier aka Orbit Service)
- (2015) Spectrescapes Vol. 2
- (2016) Spectrescapes Vol. 3
- (2017) I Can Spin a Rainbow (with Amanda Palmer)
- (2017) High On Station Yellow Moon

### Синглы и EP
- (1984) Dance, China Doll
- (1992) The Char Char / Extracts from «The Inferno»
- (1993) Inferno / Illusion
- (1996) The Man Who Never Was
- (1999) Share The Day
- (2000) A Birth Marked Conspiracy
- (2000) Lactamase 01
- (2001) Meltdown
- (2002) Clara Rockmore’s Dog
- (2002) 090301
- (2002) Lilith and The Rose
- (2005) Happy New Year
- (2008) Dream Logik X (a small voyage in 3 parts)
- (2008) Dream Logik 3333333333333
- (2008) Burning Church
- (2012) 11.11.11.11
- (2013) The Patriot / Last Man Standing
- (2015) 10 to the Power of 9 - Chapter III
- (2015) The Space Station Chapel
- (2017) The Hands (with Amanda Palmer)

### Сборники
- (1989) Perhaps We’ll Only See A Thin Blue Line
- (1990) Lyvv, China Doll (cassette)
- (1993) Lyvv, China Doll (CD)
- (1995) Chyekk, China Doll / AaΔzhyd, China Doll
- (1995) Down in the City of Heartbreak and Needles
- (1996) Kowskijari
- (1997) The Carrion
- (1998) Down in the City of Heartbreak and Needles 2
- (2000) Needles Three
- (2006) Kissing Frogs Is Fine
- (2007) Melancholics Anonymous
- (2008) Dream Logik Parts 1-3

### Концертные альбомы
- (1987) Apples (Big!), China Doll
- (2000) Public Disturbance
- (2000) Angelus Obscuros (16-5-85)
- (2002) Khalash Nykow, China Doll (4-4-86)
- (2005) Live in Basel 2005 (with The Silverman)
- (2012) Live at Bibliotheque Hergé, Paris 2005
- (2012) Live in Denver, 19 May 2012 (with The Silverman)
- (2014) The Greenhouse Effect (with The Silverman and Nicoletta Stephanz)
- (2015) Terremoto - Live In Chile 2008 (with The Silverman)

### Присутствует на сборниках
- (1985) Atomic Roses на 59 To 1 Cassette Nr. 6
- (1986) Jesus Wept на Is That You Santa Claus? Oscar's X-Mas Carols Vol. 3
- (1987) And The Lord Said, Rise на For Your Ears Only
- (1992) Hotel X на Mindfield
- (1993) The Colour Xhine на Tape a Break
- (1995) Dr. Blizz на The Gothic Compilation Part II
- (1996) The Forbidden Zone на Electrocity Vol. 7
- (1996) A Crack in Melancholy Space на A Blind Man's Gallery of Mirrors
- (1997) Atomic Roses 1995 (Pt. 1 & 2) на Globus and Decibel
- (2002) Burdon на Electrically Induced Vibrations
- (2003) Der Khataclimici 2 на Lactamase Bonus Compilation
- (2004) Complex на See Beyond The Music
- (2006) Sticks & Stones (Version) на Not Alone
- (2006) Sepia на Brainwaves
- (2010) Elvis of the Modern World на The Year 25 / 25 Years Korm Plastics
- (2010) Yam With Babe на Transmit Acoustique Abstraction 1/2
- (2010) The Bad Trip на Audiotron
- (2015) The Ministry of Disinformation на In the Cities of Your Eyes